# جربیل مغولی
جربیل مغولی (نام علمی: Meriones unguiculatus) نام یک گونه از زیرخانواده جربیل است.